# Bunka
Bunka (文化) és el nom de l'era japonesa (年号, nengō, lit. "nom de l'any") posterior a l'era Kyōwa i anterior a l'era Bunsei. El període va durar quinze anys, del 1804 al 1818. Els emperadors regnants van ser Kōkaku-tennō (光格天皇) i Ninkō-tennō (仁孝天皇).

## Canvi d'era
- Bunka gannen (文化元年); (11 de febrer de 1804): El nom de la nova era, Bunka (que vol dir "Cultura" o "Civilització"), es va crear per a marcar l'inici d'un nou cicle sexagenari dels sistemes de 10 Tiges celestials i 12 Branques terrenals del calendari xinès en el dia de cap d'any (el dia de lluna nova de l'11 de febrer de 1804). L'era anterior es va acabar i la nova va començar el Kyōwa 4.

## Esdeveniments de l'eraBunka
- Bunka 1 (1804): El "daigaku-no kami" Hayashi Jussai (1768-1841) va explicar la política d'estrangers del shogunat a l'emperador Kokaku a Kyoto.[1]
- Bunka 2 (juny de 1805): A Genpaku Sugita (1733-1817) se li atorga audiència amb el shogun Ienari per explicar les diferències entre els coneixements mèdics tradicionals i els occidentals.[2]
- Bunka 7 (25 de setembre de 1810): Terratrèmol a Honshū del nord (Latitud: 39.900/Longitud: 139.900), magnitud 6,6 en l'escala de Richter.[3]
- Bunka 9 (7 de desembre de 1812): Terratrèmol a Honshū (Latitud: 35.400/Longitud: 139.600), magnitud 6,6 a l'escala de Richter.[3]
- Bunka 14 (1817): L'emperador Kokaku va viatjar en processó al Palau Imperial de Sento, un palau d'un emperador abdicat. En aquell moment el Palau de Sento s'anomenava Palau de Sakura Machi. L'havia construït el shogunat Tokugawa per a l'antic emperador Go-Mizunoo.[4]